# ASPTT Mulhouse Volley-Ball 2016-2017
Questa voce raccoglie le informazioni riguardanti l'ASPTT Mulhouse Volley-Ball nelle competizioni ufficiali della stagione 2016-2017.

## Organigramma societario
Area direttiva
- Presidente: Gérard Reeb

Area tecnica
- Allenatore: Magali Magail
- Allenatore in seconda: Christophe Magail

Area sanitaria
- Medico: Nicolas Oesterle
- Preparatore atletico: Mathieu Arnold
- Fisioterapista: Carlo Moroni
- Osteopata: Carlo Moroni

## Rosa
| N° | Nome              | Ruolo | Data di nascita  | Nazionalità sportiva |
| -- | ----------------- | ----- | ---------------- | -------------------- |
| 1  | Bojana Marković   | S     | 20 giugno 1990   | Serbia               |
| 3  | Ol'ha Trač        | C     | 15 novembre 1988 | Ucraina              |
| 4  | Angie Bland       | C     | 24 aprile 1984   | Belgio               |
| 6  | Manon Jaegy       | L     | 25 ottobre 2001  | Francia              |
| 7  | Astrid Souply     | S     | 21 luglio 1993   | Francia              |
| 8  | Daly Santana      | S     | 19 febbraio 1995 | Porto Rico           |
| 9  | Léa Soldner       | L     | 10 febbraio 1996 | Francia              |
| 10 | Maëva Orlé        | S/O   | 8 maggio 1991    | Francia              |
| 11 | Kristy Jaeckel    | S     | 12 ottobre 1989  | Stati Uniti          |
| 12 | Athīna Papafōtiou | P     | 23 agosto 1989   | Grecia               |
| 13 | Lara Davidović    | S/O   | 13 dicembre 1997 | Francia              |
| 15 | Alejandra Marín   | P     | 4 novembre 1995  | Colombia             |
| 16 | Alina Albu        | C     | 6 settembre 1983 | Romania              |